# Armenistís
Armenistis of Armenistis Ikarias (Grieks: Αρμενιστής of Αρμενιστής Ικαρίας) is een buurtschap in de deelgemeente (dimotiki enotita) Raches van de fusiegemeente (dimos) Ikaria, in de Griekse bestuurlijke regio (periferia) Noord-Egeïsche Eilanden.
Het is een kleine en rustige plaats op de noordzijde van het eiland Ikaria.